# Broholmer
Broholmer[Nota], também chamado de mastim dinamarquês, é uma raça canina oriunda da Dinamarca, de origem muito antiga. A raça já estava escassa na década de 1850, quando um cuteleiro nobre chamado Sehested, decidiu preservar a raça e iniciar um programa de reprodução, resgatando alguns dos últimos remanescentes da época. No início do século XX, a raça chegou a ser declarada extinta quando o provável último cão da raça, registrado em 1910, morreu. Em 1974, membros do Kennel Club da Dinamarca, liderados por Jette Weiss, resgataram os últimos exemplares e reviveram a raça Broholmer. O Broholmer, no passado, tomava conta dos rebanhos e os conduzia aos açougues e mercados de Copenhagen. Foi usado também na caça de javalis quando estes ainda existiam nas florestas da Dinamarca. Ele é um cão de boa natureza, calmo, vigilante. É muito utilizado em seu país de origem como Cão de Guarda na residência dos ricos. Neste país está a maioria dos exemplares, onde é muito valorizada. Classificada como uma raça gigante, seu peso varia entre 40 kg e 70 kg, e seu adestramento é considerado não muito fácil.